# Hinde
Hinde je priimek več oseb:
- Harold Montague Hinde, britanski general
- William Robert Norris Hinde, britanski general